# Tadeusz Rut
Tadeusz Rut (11. října 1931 – 27. března 2002) byl polský atlet specializující se na hod kladivem, mistr Evropy z roku 1958.
Třikrát startoval na olympiádě v hodu kladivem, pokaždé se dostal do finále. V Melbourne v roce 1956 skončil čtrnáctý, v Římě o čtyři roky později vybojoval bronzovou medaili, v Tokiu v roce 1964 obsadil desáté místo.
Celkem čtyřikrát se zúčastnil mistrovství Evropy. V Bernu v roce 1954 skončil čtvrtý, ve Stockholmu v roce 1958 zvítězil výkonem 64,78 m. Startoval také v Bělehradě v roce 1962, zde obsadil osmé místo, v Budapešti o čtyři roky později do finále nepostoupil.
Jeho osobní rekord v hodu kladivem je 67,07 m. Věnoval se rovněž hodu diskem (osobní rekord 51,04 m) a vrhu koulí (osobní rekord 15,82 m).